# Sergueï Rozanov
Pour les articles homonymes, voir Rozanov.
Sergueï Vassilievitch Rozanov (en russe : Сергей Васильевич Розанов) est un clarinettiste russe et soviétique, né à Riazan le 23 juin 1870 et mort à Moscou le 31 août 1937. Il passe pour le fondateur de l'école russe de clarinette.

## Biographie
En 1886 Rozanov entre au Conservatoire de Moscou, au concours d'entrée duquel il interprète les Phantasiestücke de Schumann. Son professeur est Franz Zimmermann (1818-1891), clarinette solo du Théâtre Bolchoï. À la sortie du conservatoire en 1890, Rozanov travaille comme soliste dans différents orchestres, en 1894 il entre dans l'orchestre du Théâtre Bolchoï, dont il devient clarinette solo trois ans plus tard. Rozanov occupe ce poste jusqu'en 1929. Bon musicien de chambre et soliste, Rozanov possède une grande virtuosité et musicalité. Il est le premier clarinettiste russe à jouer les œuvres de Mozart et Brahms. C'est pour lui que son ami Sergueï Rachmaninov écrit le célèbre solo dans Adagio de sa Deuxième symphonie en 1909. En 1922 Rozanov participe à la fondation de Persimfans - un orchestre sans chef - et en devient soliste.
Devenu professeur du conservatoire de Moscou en 1916, Rozanov commence à mettre au point un programme d'études pour les clarinettistes et pour les autres instrumentistes à vent. Il compose de nombreuses études dont un recueil est publié en 1928, et fait des transcriptions pour la clarinette. En 1935 sa Méthode d'enseignement pour les instrumentistes à vent paraît et en 1940, trois ans après sa mort - la Méthode de la clarinette, qui sera rééditée plusieurs fois.
Rozanov forme plusieurs clarinettistes de haut niveau qui deviennent lauréats de différents concours et professeurs : Alexandre Volodine, Ivan Maïorov, Alexandre Stark et beaucoup d'autres.